# おとなの時間
『おとなの時間』（おとなのじかん）は、中高年を読者対象とした季刊のフリーマガジンである。

## 概要
2009年1月20日に『今まで以上に、これからも。』をキャッチコピーに創刊。旅行や趣味、マネーや高齢者の住まいなど中高年層の興味･関心事である情報を総合的に取り扱う。発行部数は10万部、東京･神奈川･千葉･埼玉の一都三県で設置･配布。発行元は広告代理店で、高齢者ホームの紹介業務も運営する株式会社ウィルコミュニケーションズ。

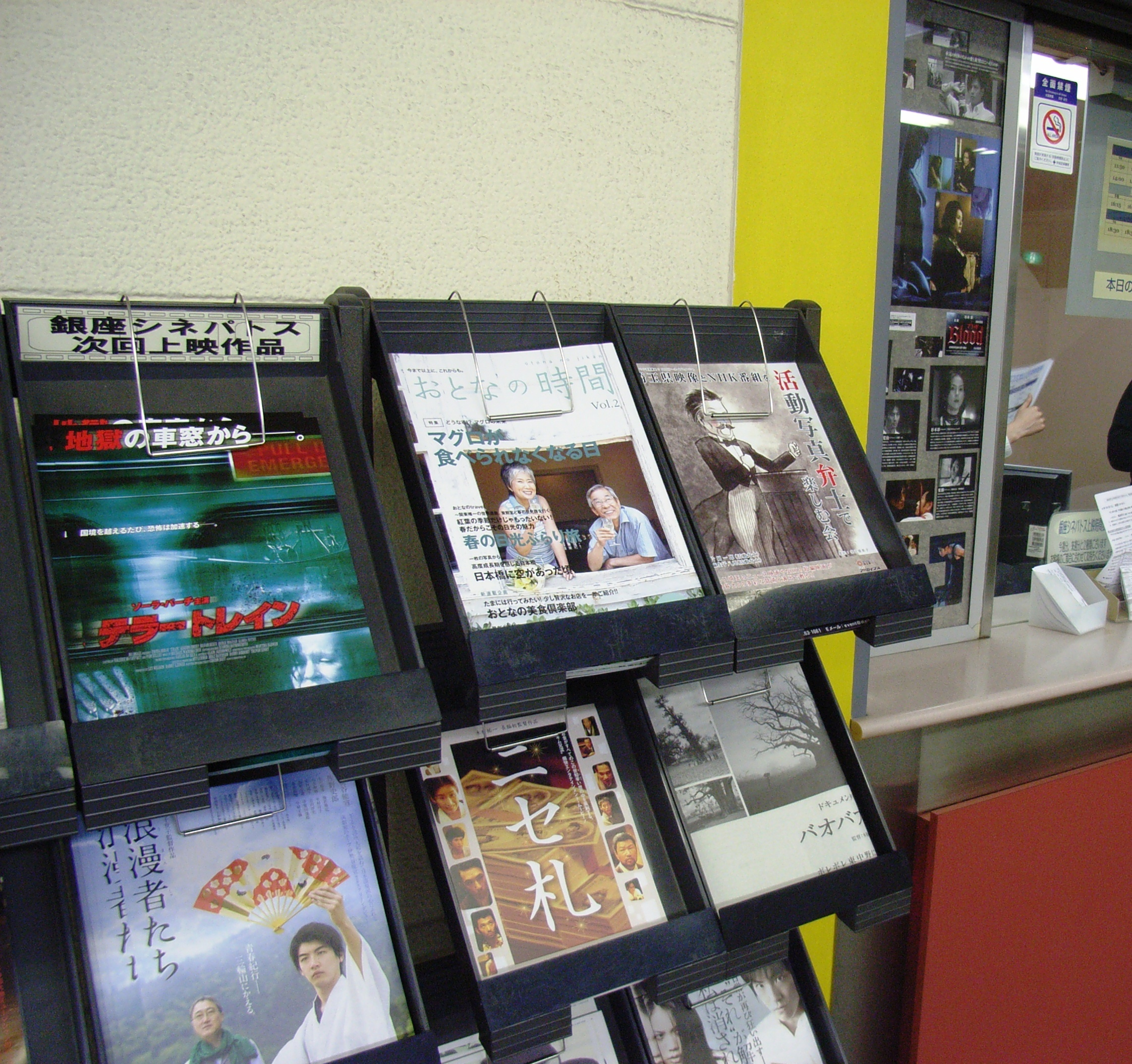
銀座シネパトスに設置された「おとなの時間」

## 企画記事
巻頭特集 
あれから45年 東京五輪への道（創刊号）
マグロが食べられなくなる日（第2号）
三大祭りを巡る旅　夏の東北紀行（第3号）
学校で学ぶ～中高年の学生事情（第4号）
人間ドックに行こう！！（第5号）
そろそろ真剣に考えるセカンドライフ（第6号）
知って安心、知って得する医薬品（第7号）
秋の夜長にクラシックを♪（第8号）
（そのほかの記事）
- おとなのtravel 冬の草津温泉（創刊号）
- おとなのtravel 春の日光ぶらり旅（第2号）
- おとなのtravel 角度を変えて愛でる富士（第7号）
- おとなのtravel 気ままに楽しむ秋の江ノ電散策（第8号）

- おとなの社会科見学 ソース工場に行ってみよう（創刊号／取材協力：株式会社ポールスタア）
- おとなの社会科見学 最高裁判所に行ってみよう（第2号）
- おとなの社会科見学 ぬりえ美術館に行ってみよう（第3号）
- おとなの社会科見学 日本カメラ博物館に行ってみよう（第4号）
- おとなの社会科見学 お茶畑に行ってみよう（第5号）

- おとなのマネー講座 第1回「投資信託」
- おとなのマネー講座 第2回「個人年金保険」
- おとなのマネー講座 第3回「遺言」
- おとなのマネー講座 第4回「リバースモーゲージ」
- おとなのマネー講座 第5回「ラップ口座」
- おとなのマネー講座 第6回「シニア世代のための住宅リフォームローン」
- おとなのマネー講座 第7回「資源のめぐみ」で資源国債券に投資
- おとなのマネー講座 第8回「自分の目的に合わせた、オーダーメイドの信託」

- おとなの美食倶楽部 第一ホテル東京「鉄板焼一徹」（創刊号）
- おとなの美食倶楽部 ホテル グランパシフィック LE DAIBA「鉄板焼　浜木綿」（以下第2号）
- おとなの美食倶楽部 ホテルベルクラシック東京「リストランテ　ゴデーレ」
- おとなの美食倶楽部 ベストウエスタン新宿アスティナホテル東京「ワイン＆ビストロフレンチ　Stella」
- おとなの美食倶楽部 レストランカメリア椿山荘（以下第3号）
- おとなの美食倶楽部 ステーキ＆しゃぶしゃぶ　ふじた（新宿ワシントンホテル新館1階）
- おとなの美食倶楽部 厲家菜（六本木ヒルズ  六本木けやき坂通りレジデンスB棟3階）
- おとなの美食倶楽部 創菜Patio（ホテルサンルート有明2階）
- おとなの美食倶楽部 ViVi la verde（恵比寿ガーデンプレイスタワー39階）
- おとなの美食倶楽部 OFFICINA di Enrico（カレント表参道3階）
- おとなの美食倶楽部 男性もレッツ！台所デビュー！プロが教えるカンタン調理で一品料理（第7号）

　　　　　　　　　　　　　　　　（協力：世田谷区三軒茶屋／tuak jam）
- おとなの美食倶楽部 プロのシェフ直伝！旬食材を使った、家庭でできる本格レシピ（第8号）

　　　　　　　　　　　　　　　　（協力：豊島区南大塚／ホテルベルクラシック東京）
　　　　　　　　　　 　　　　　
- 運営主体で選ぶ！ 有料老人ホーム（連載企画）

## 主な設置場所（設置実績含む）
- 小田急小田原線新宿駅など首都圏主要駅ラック
- 京浜急行電鉄全駅
- 市・区役所の行政窓口
- 全国の提携先有料老人ホーム
- 地域包括支援センター
- 居宅介護支援事業所
- 老人デイサービスセンター
- 特別養護老人ホーム
- ハイアットリージェンシー東京
- 新宿ワシントンホテル
- グルメシティ（スーパーマーケット）
- オザム（スーパーマーケット）
- アシーネ（書店）
- ホームセンター コーナン（一部店舗）
- ゴルフパートナー（首都圏直営38店舗）
- 壮快生活（薬局・薬店）
- さがみ信用金庫（全店舗）
- よしもとプリンスシアター
- 明治座
- 俳優座
- ポレポレ東中野（映画館）
- 銀座シネパトス（映画館）
- 青森県特産品センター（青森県アンテナショップ）
- あおもり北彩館（青森県アンテナショップ）
- 宮城ふるさとプラザ（宮城県アンテナショップ）
- 首都圏のカルチャーセンター、社交ダンス、囲碁・将棋教室など